# Домінік Бартошевич
Бартошевич Домінік гербу Помян (1801, с. Йордани, нині біля м. Вільнюс, Литва — 1851, м. Варшава, тепер Польща) — польський письменник литовського походження, педагог, мовознавець. Доктор філології (1827).

## Життєпис
Брат Зигмунта Бартошевича — філолога, автора «Історії польської літератури».
Закінчив філолологічний факультет Вільненського університету (1823). Працював вчителем польської, латини, історії в Меджибожі, Житомирі, Вінниці (упорядкував, зробив опис гімназійної бібліотеки, за це був призначений колегіальним (колезьким) секретарем. Вивчав слов'янські мови, російську.
За Ф. Олендзьким, 1828—1831 — професор Кременецького ліцею, високо цінувався. Згодом переїхав до Королівства: вчитель латини, суспільної історії воєводської гімназії у Варшаві, з 1843 року інспектор, вчитель суспільної історії в Інституті Александрійському пань.
Невдовзі — професор Варшавського університету.
Автор «Польсько-російського словника» (2 тт., 1841, 1843).